# Лоунтрі (Вайомінг)
Лоунтрі (англ. Lonetree) — переписна місцевість (CDP) в США, в окрузі Юїнта штату Вайомінг. Населення — 57 осіб (2020).

## Географія
Лоунтрі розташоване за координатами 41°2′4″ пн. ш. 110°8′39″ зх. д. / 41.03444° пн. ш. 110.14417° зх. д. (41.034403, -110.144045).  За даними Бюро перепису населення США в 2010 році переписна місцевість мала площу 118,26 км², з яких 118,21 км² — суходіл та 0,05 км² — водойми.

## Демографія
Згідно з переписом 2010 року, у переписній місцевості мешкало 49 осіб у 18 домогосподарствах у складі 16 родин. Густота населення становила 0 осіб/км².  Було 26 помешкань (0/км²).
Расовий склад населення:
| - 100,0 % — білих |

До двох чи більше рас належало 0,0 %. Частка іспаномовних становила 0,0 % від усіх жителів.
За віковим діапазоном населення розподілялося таким чином: 28,6 % — особи молодші 18 років, 55,1 % — особи у віці 18—64 років, 16,3 % — особи у віці 65 років та старші. Медіана віку мешканця становила 48,5 року. На 100 осіб жіночої статі у переписній місцевості припадало 104,2 чоловіків;  на 100 жінок у віці від 18 років та старших — 118,8 чоловіків також старших 18 років.
Цивільне працевлаштоване населення становило 0 осіб. 